# Drop arabski

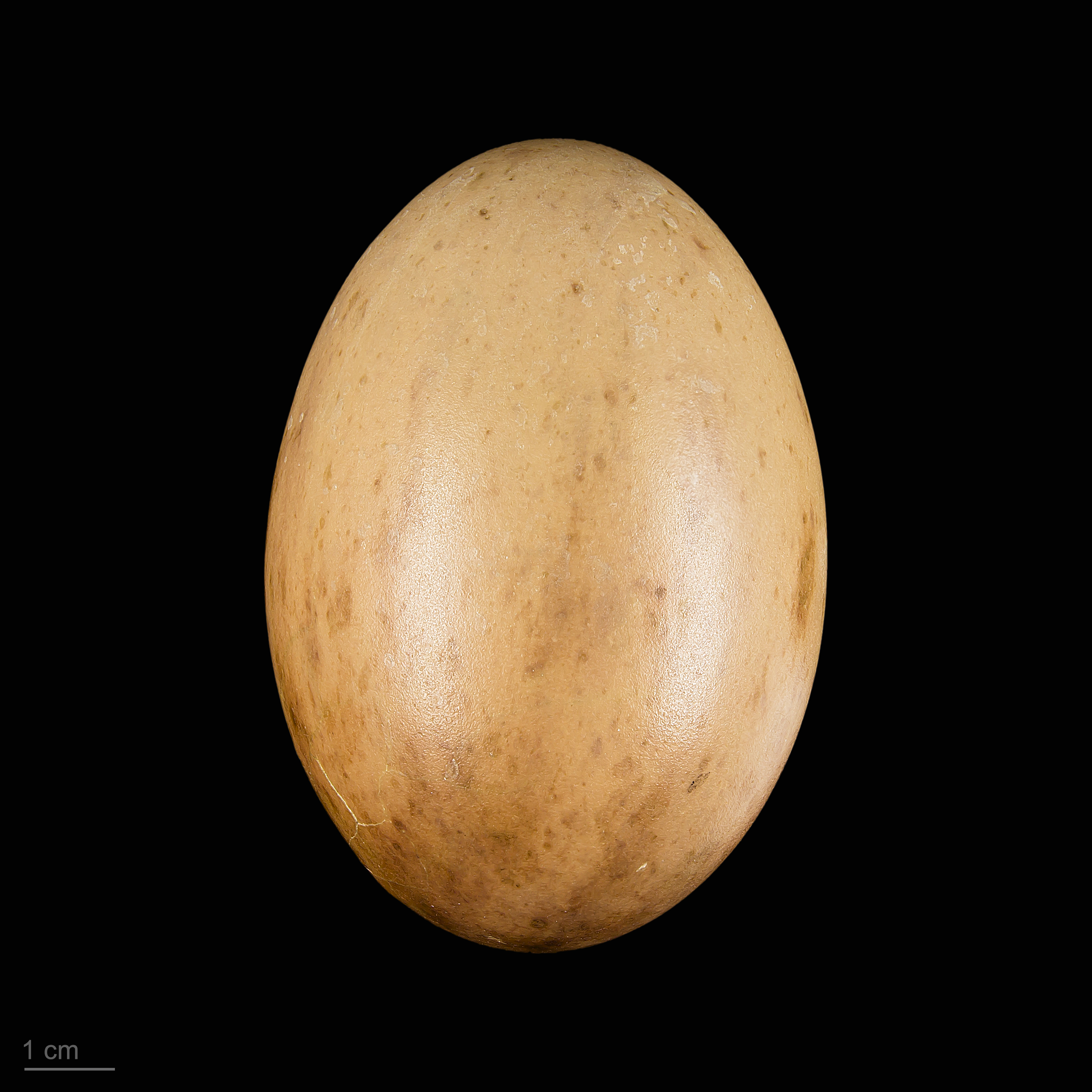
Jajo z kolekcji muzealnej

Drop arabski (Ardeotis arabs) – gatunek dużego ptaka z rodziny dropi (Otididae).

## Zasięg występowania
Drop arabski występuje w zależności od podgatunku:
- A. arabs lynesi – zachodnie Maroko (prawdopodobnie wymarł).
- A. arabs stieberi – południowo-zachodnia Mauretania i Senegambia na wschód do północno-wschodniego Sudanu, zachodnia Erytrea i skrajnie północno-zachodnia Etiopia.
- A. arabs butleri – Sudan Południowy; kilka obserwacji z północno-zachodniej Kenii.
- A. arabs arabs – północna i wschodnia Erytrea, północno-wschodnia Etiopia, Dżibuti i skrajnie północno-zachodnia Somalia; południowo-zachodnia Arabia Saudyjska i zachodni Jemen.

## Charakterystyka
Długość ciała samców około 100 cm, samic około 75 cm; masa ciała samców 5700–10000 g, samic 4500 g. Kolor szarobrązowy z delikatnym falistym rysunkiem na upierzeniu szyi. Na potylicy krótki czub, zwykle złożony.

## Status
IUCN od 2012 roku uznaje dropia arabskiego za gatunek bliski zagrożenia (NT, Near Threatened); wcześniej, od 1988 roku był on klasyfikowany jako gatunek najmniejszej troski (LC, Least Concern). Liczebność światowej populacji nie została oszacowana, ale ptak ten opisywany jest jako szeroko rozpowszechniony na słabo zbadanych obszarach, więc w wielu miejscach może być nadal pospolity. Trend liczebności populacji uznawany jest za spadkowy ze względu na polowania oraz modyfikację siedlisk.